# Bohater Mongolskiej Republiki Ludowej
Bohater Mongolskiej Republiki Ludowej (mong. Бүгд Найрамдах Монгол Ардын Улсын баатар) – najwyższy tytuł honorowy Mongolskiej Republiki Ludowej, wzorowany na tytule Bohatera Związku Radzieckiego.

## Historia
Wkrótce po zwycięstwie rewolucji mongolskiej w 1921 roku nowy rząd Mongolii ustanowił najwyższą nagrodę państwową – tytuł honorowy. Był on nadawany przez Rząd Ludowy Mongolskiej Republiki Ludowej. Pierwszy taki tytuł – „Nieustraszony Bohater Mongolskiej Republiki Ludowej” – otrzymał 23 września 1922 roku przywódca rewolucji Damdin Suche Bator; 24 kwietnia 1924 roku tytuł „Nieugiętego Bohatera Ludu” (Ardyn Khatanbaatar) przyznano jego towarzyszowi Chatanowi Batorowi. Dwóch kolejnych mongolskich żołnierzy otrzymało ten tytuł za bohaterstwo w walkach na granicy z Mandżukuo w 1936 roku.
Jako oficjalny najwyższy tytuł honorowy, stojący ponad wszelkimi odznaczeniami i innymi tytułami honorowymi Mongolii, tytuł „Bohatera Mongolskiej Republiki Ludowej” został ustanowiony dekretem Prezydium Małego Churału MRL z 5 lipca 1941 roku w celu ujednolicenia osobistych tytułów honorowych nadawanych w latach 1921–1941. Jednak niedługo po tym, 10 lipca 1941 roku, marszałek Chorlogijn Czojbalsan otrzymał osobisty tytuł „Uznanego Bohatera MRL”. Następnie wszystkie wymienione tytuły zostały zrównane z tytułem „Bohatera Mongolskiej Republiki Ludowej”. Tytuł nadawany był obywatelom mongolskim i obcokrajowcom za wyjątkową odwagę i poświęcenie oraz za wybitne osiągnięcia. Następnie zaczęto go przyznawać za zasługi niezwiązane z dokonaniem osobistego wyczynu, na przykład czołowym przywódcom Mongolii i ZSRR.
W 1945 roku dla osób wyróżnionych tytułem „Bohatera Mongolskiej Republiki Ludowej” wprowadzono specjalne odznaczenie – medal „Złota Gwiazda Bohatera Mongolskiej Republiki Ludowej”.